# Haupt (Orgelbauer)
Haupt ist eine deutsche Orgelbauerfamilie aus dem 19. und frühen 20. Jahrhundert, die im westlichen Niedersachsen und in der niederländischen Provinz Overijssel Orgeln schuf.

## Leben
(Friedrich) Wilhelm Haupt (* 16. April 1802 in Osterholz-Scharmbeck; † 1862 oder 1863) wurde als Sohn des Akziseeinnehmers Johann Philipp Haupt und seiner Frau Christine Dorothea geb. Friesen geboren. Ab 1823 erlernte er den Orgelbau bei Gerhard Janssen Schmid in Oldenburg, verließ ihn aber bereits nach einem Jahr. Im Jahr 1827 machte er sich in Damme selbstständig. Sein jüngerer Bruder Carl Haupt (* 1810; † 10. Februar 1898 in Ostercappeln) stieg 1844 in das Unternehmen ein, das seitdem als „Gebr. Haupt“ firmierte. Mit dem Konkurs der Firma trennten sich die Brüder und wurde Carl Haupt von 1859 bis 1875 der alleinige Inhaber. Er verlegte die Werkstatt nach Ostercappeln, wo sie eine Blütezeit erlebte. In dieser Zeit stieg sein Sohn Rudolf Haupt (1842–1913) als Inhaber ein.
Mit dem Tod des Vaters übernahm Rudolf Haupt die alleinige Leitung der Firma und verlegte sie nach Osnabrück. Sein Sohn Karl Haupt führte die Werkstatt bis kurz nach dem Zweiten Weltkrieg fort. Das Firmenarchiv wurde im Zweiten Weltkrieg zerstört.

## Werk
Die Hauptorgeln repräsentieren klanglich den deutsch-romantischen Orgelstil. Architektonisch sind die Prospekte vom Historismus geprägt.
In Deutschland sind nur wenige Instrumente von Haupt erhalten, die in der Regel eingreifende Umbaumaßnahmen erfahren haben. Hingegen weisen die niederländischen Orgeln in Markelo (1863) und Borne (1884) einen weitgehend originalen Erhaltungszustand auf. Auch das Werk in Rieste-Lage, Sankt Johannes der Täufer, blieb vor Veränderungen bewahrt.

## Werkliste (Auswahl)
| Jahr      | Ort                  | Kirche                    | Bild | Manuale | Register | Bemerkungen |
| --------- | -------------------- | ------------------------- | ---- | ------- | -------- | --- |
| 1833–1836 | Georgsdorf           | Ref. Kirche               |      | I/p     | 9        | Ausbau der großen Oktave der Orgel eines unbekannten Meisters aus dem 17. Jahrhundert, Verbreiterung des Gehäuses, neue Windladen, Traktur, neuer seitlicher Spieltisch und Basspfeifen |
| 1847      | Venne (Ostercappeln) | Walburgiskirche           |      | II/P    | 15       | |
| 1852      | Neuenkirchen-Vörden  | St. Christophorus         |      | II/P    | 14       | [ 6 ] |
| 1855      | Wulfenau             | Ev. Kirche                |      | I/P     | 5        | 1923 Umbau durch Johann Martin Schmid |
| 1856      | Lage (Dinkel)        | Ref. Kirche               |      | I/P     |          | [ 8 ] |
| 1853–1857 | Mariendrebber        | St. Marien und Pankratius |      | II/P    | 22       | Erweiterungsumbau der Orgel von Berendt Hus (1659) um ein selbstständiges Pedal; 3–4 Pedalregister und -gehäuse erhalten |
| 1857      | Hunteburg            | Matthäuskirche            |      | II/P    |          | unter Verwendung von 3 Faltenbälgen und 6 Register aus der Vorgängerorgel; später erweitert und umgebaut |
| 1863      | Markelo (NL)         | Martinuskerk              |      | II/P    | 24       | weitgehend erhalten |
| 1866–1867 | Neuringe             | Ev.-ref. Kapelle          |      | I/P     | 9        | Erweiterungsumbau der Orgel aus dem 17. Jahrhundert, die über kein selbstständiges Pedal verfügte und ursprünglich in der ref. Kirche in Emlichheim stand; Gehäuse mit Attrappen-Unterwerk und seitlichen Blendpfeifen-Feldern von Haupt, der Pedalwerk hinter das Manualwerk stellte und die Orgel seitenspielig einrichtete; 1904 Überführung nach Neuringe |
| 1870      | Cloppenburg          | Ev.-luth. Kirche          |      | I/P     | 7        | nicht erhalten |
| 1876      | Ostercappeln         | St. Lambertus             |      | II/P    |          | Umbau der Orgel von Christian Vater (1737); 3 Register von Vater und 9 von Haupt in den Neubau von Alfred Führer (1994; II/P/31) integriert |
| 1879      | Weener               | St. Joseph                |      | II/P    | 9        | neogotischer Prospekt |
| 1880      | Lage                 | Sankt Johannes der Täufer |      | II/P    | 14       | Neubau unter Verwendung von Registern der Vorgängerorgel (1661/um 1720); seit 1880 nahezu unverändert erhalten |
| um 1880   | Gesmold              | St.-Petrus-Kirche         |      | II/P    | 24       | Schwalbennestorgel; 1982 Neubau durch Franz Breil hinter historischem Gehäuse von Haupt |
| 1884      | Borne (Niederlande)  | Doopsgezinde Gemeente     |      | II/P    | 7        | auf zweitem Manual ein Harmonium 8′ und im Pedal eine Posaune 16′, also jeweils eine Zungenstimme |
| 1896      | Voltlage             | St. Katharina             |      |         |          | Erweiterungsumbau der Orgel von Hinrich Klausing (1696) |
| 1900      | Flachsmeer           | St. Bernhard              |      | II/P    | 12       | Kegelladen; 1976 vollständiger Umbau durch Bernhard Speith |